# Trichomicra sahlbergiana
Trichomicra sahlbergiana är en skalbaggsart som först beskrevs av Max Bernhauer 1910.  Trichomicra sahlbergiana ingår i släktet Trichomicra, och familjen kortvingar. Arten är reproducerande i Sverige.